# Elaphocera martorellii
Elaphocera martorellii är en skalbaggsart som beskrevs av Leon Fairmaire 1879. Elaphocera martorellii ingår i släktet Elaphocera och familjen Melolonthidae. Inga underarter finns listade i Catalogue of Life.